# Фермонт (Северна Каролина)
Фермонт (енгл. Fairmont) град је у америчкој савезној држави Северна Каролина.

## Демографија
По попису из 2010. године број становника је 2.663, што је 59 (2,3%) становника више него 2000. године.
| Група             | 2000.         | 2010.         |
| Белци             | 788 (30,3%)   | 692 (26,0%)   |
| Афроамериканци    | 1.528 (58,7%) | 1.493 (56,1%) |
| Азијати           | 6 (0,2%)      | 5 (0,2%)      |
| Хиспаноамериканци | 15 (0,6%)     | 51 (1,9%)     |
| Укупно            | 2.604         | 2.663         |